# مقاطعة لن (كانساس)
مقاطعة لن (بالإنجليزية: Linn County)‏ هي إحدى المقاطعات في ولاية كانساس، الولايات المتحدة الأمريكية. تقع على طول الحافة الشرقية لولاية كانساس، وهي جزء من منطقة كانساس سيتي الحضرية. مركز المقاطعة هو موند سيتي، وأكثر مدنها اكتظاظًا بالسكان هي بليسانتون. وفقًا لتعداد عام 2020، بلغ عدد سكان المقاطعة 9,591 نسمة. سُميت المقاطعة تيمنًا بـ لويس لين، عضو مجلس الشيوخ الأمريكي عن ولاية ميزوري.